# ライナー・バルツェル

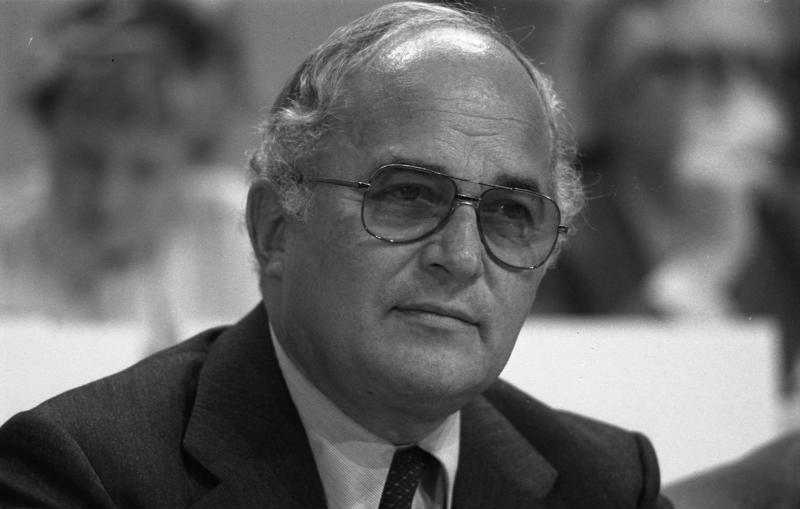
バルツェル（1981年）

ライナー・カンディドゥス・バルツェル（Rainer Candidus Barzel、 1924年6月20日 - 2006年8月26日）は、ドイツ（西ドイツ）の政治家。1971年 - 1973年にキリスト教民主同盟（CDU）党首を務める。その他コンラート・アデナウアー政権およびヘルムート・コール政権でドイツ問題相、ドイツ連邦議会議長（在任期間1983年 - 1984年）を歴任。

## 経歴

### 政界への道
東プロイセンのブラウンスベルク（現ポーランド・ヴァルミア＝マズールィ県ブラニェヴォ）生まれ。7人兄弟の5番目で、父親は教師、敬虔なカトリック信徒の家だった。父の転勤により少年時代にベルリンに転居、イエズス会系の学校に通う。第二次世界大戦中の1941年にギムナジウムを仮卒業して海軍航空隊に入隊。フレンスブルク、ノルウェー、ウクライナなどに駐屯した。とりわけセヴァストポリからの撤退の際は、彼の操縦する飛行機が40人以上の兵士を救った。戦争末期はキールで操縦教官を務め、最終階級は予備役少尉だった。最終駐屯地であるレンツブルクでイギリス軍に降伏したが、イギリス軍指揮官が戦時中にレンヅブルク上空で撃墜されたものの住民に匿われたことに報いて寛大な処置をとったため、バルツェルは捕虜収容所に入らずに済んだ。なお戦後の再軍備でドイツ連邦軍が創設された際も、バルツェルは海軍予備役中尉となっている。
終戦直後に婚約者の両親がいるケルンに赴き、（未来の）義理の父親の金銭援助を得てケルン大学で法学と経済学を学ぶ。1948年に彼女と結婚。1949年に法学博士号を取得。国家司法試験は受けずにノルトライン＝ヴェストファーレン州政府に就職した。フランクフルト・アム・マインにある州代表部に勤務し、1953年にボンにある連邦政府の州政府連絡部長。1952年から1955年にはルクセンブルクにおける欧州石炭鉄鋼共同体に関する交渉に加わった。1955年にノルトライン＝ヴェストファーレン州首相カール・アルノルトの補佐官兼演説原稿執筆者となるが、翌年アルノルトが州首相の座を追われたため以後はドイツキリスト教民主同盟（CDU）での政治活動に専念するようになった。ただし1973年に弁護士資格を取得している。
バルツェルは本来戦前からのカトリック政党中央党を支持していたが、その再建がかなわないことが明らかになると1954年にドイツキリスト教民主同盟に入党。すぐにノルトライン＝ヴェストファーレン州における党執行部委員となった。1957年にドイツ連邦議会議員に初当選。当初はかつての上司カール・アルノルトと共にCDU左派と目されていたが、1958年にアルノルトが死去すると保守派の大物フランツ・ヨーゼフ・シュトラウスに近い反社会主義の立場をとるようになった。シュトラウスやバルツェルの委員会は西ドイツ国内の容共的な人物450人を「赤書」にリストアップしたが、アメリカ合衆国の反共主義者ジョセフ・マッカーシーを思わせるそのやり方がマスコミに批判されたために公表を控えた。

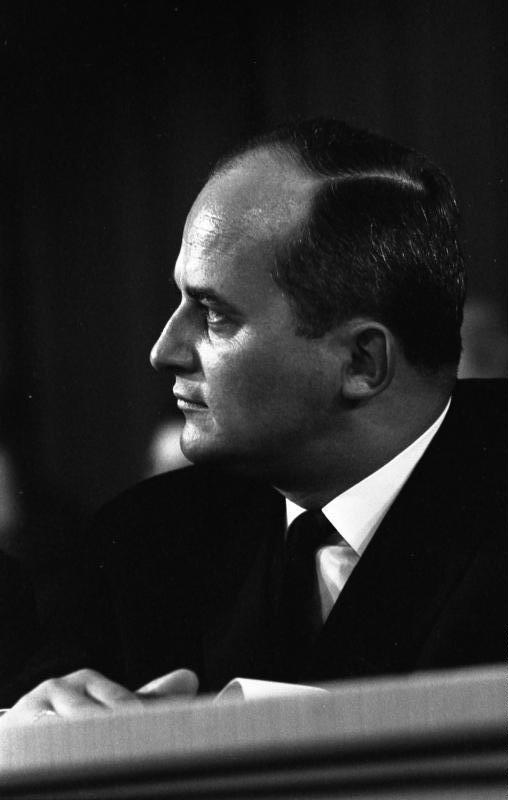
党大会でのバルツェル（1965年）

1960年に党連邦執行部入り。死刑制度復活や、ドイツ社会民主党（SPD）を支持するドイツ労働組合連合（DGB）に対抗する労働組合の設立、そしてCDUのカトリックへの回帰などといったキャンペーンを繰り広げた。1962年にドイツ問題相として第五次コンラート・アデナウアー内閣に初入閣、もっとも若い閣僚となった。首相がルートヴィヒ・エアハルトに代わったのちの1964年に党連邦議会議員団長に就任。1966年の党大会では党首の座を賭けてエアハルト首相と争うが敗北、第一副党首となる。直後に連立相手の自由民主党（FDP）と決裂してエアハルト内閣が倒れ、首相の座を狙える位置につけたが、SPDとの大連立を主張するクルト・ゲオルク・キージンガーの前に敗れた。1969年にキージンガーが首相の座をSPDのヴィリー・ブラントに追われると、現実主義を主張して与党に理解を示すことが度々あり、キージンガー党首やシュトラウスと対立するようになった。

### 党首就任と敗北
1971年の党大会で対抗馬のラインラント＝プファルツ州首相ヘルムート・コールを破り、党首および首相候補に選出された。ブラントの東方政策などに反対してSPDやFDPからCDUに寝返る議員が跡を絶たなかったため、勝利を確信したバルツェルは1972年4月27日ブラント内閣不信任案を上程した。しかし、内閣不信任案の採決に先立ち行われた建設的不信任案におけるバルツェル自身の支持の票決は、議員総数496票中、過半数の249票を下回ること2票、247票に終わった。これは、SPDの実力者ヘルベルト・ヴェーナーによってCDU議員が切り崩されたためで、バルツェルが提出した内閣不信任案は葬り去られた。

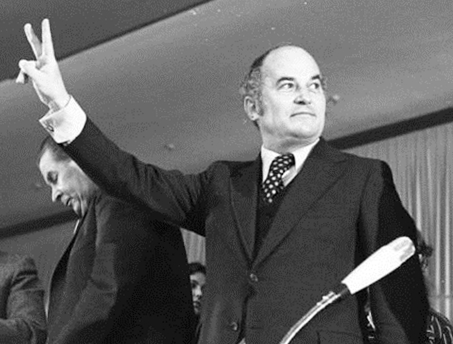
1972年の選挙戦でのバルツェル（1972年11月、ケルン）

ブラント内閣の打倒に失敗したバルツェルには、党の内外から批判が巻き起こった。CDU党首に就任して最初の政治的イニシアティブが、SPD、FDP議員の数名に繰り広げられた買収工作という陋劣な手段を用いたということ、しかも失敗に終わったことに加え、バルツェルは後任がいないという理由で党首に居座ろうとしたことから、政治指導者としての資質が問われることとなった。CDU議員団の中からも、バルツェルの権力亡者ぶりを批判する声が次第に大きくなり、党内には副党首であったヘルムート・コール待望論が出てくるようになっていった。1972年12月13日ブラント首相は、連邦議会の繰上げ総選挙を実施し、SPDは第一党となった。一方、CDUは西ドイツ成立以来の第一党の地位を失い、敗北の責任を取って、バルツェルは党首を辞任した。コールが後継党首となったが、バルツェルは党務から完全に外された。
連邦議会では1976年から1979年まで経済委員会委員長、1980年から1982年まで外交委員会委員長を務めた。1982年にシュミット内閣に対する建設的不信任決議が成立してヘルムート・コール政権が成立するとドイツ問題相として入閣。翌1983年の連邦議会選挙後に連邦議会議長に選出されたが、翌年スキャンダルに巻き込まれて辞任した（のちに無関係と判明）。1987年を最後に連邦議会を去り、政界から引退した。

## 家族

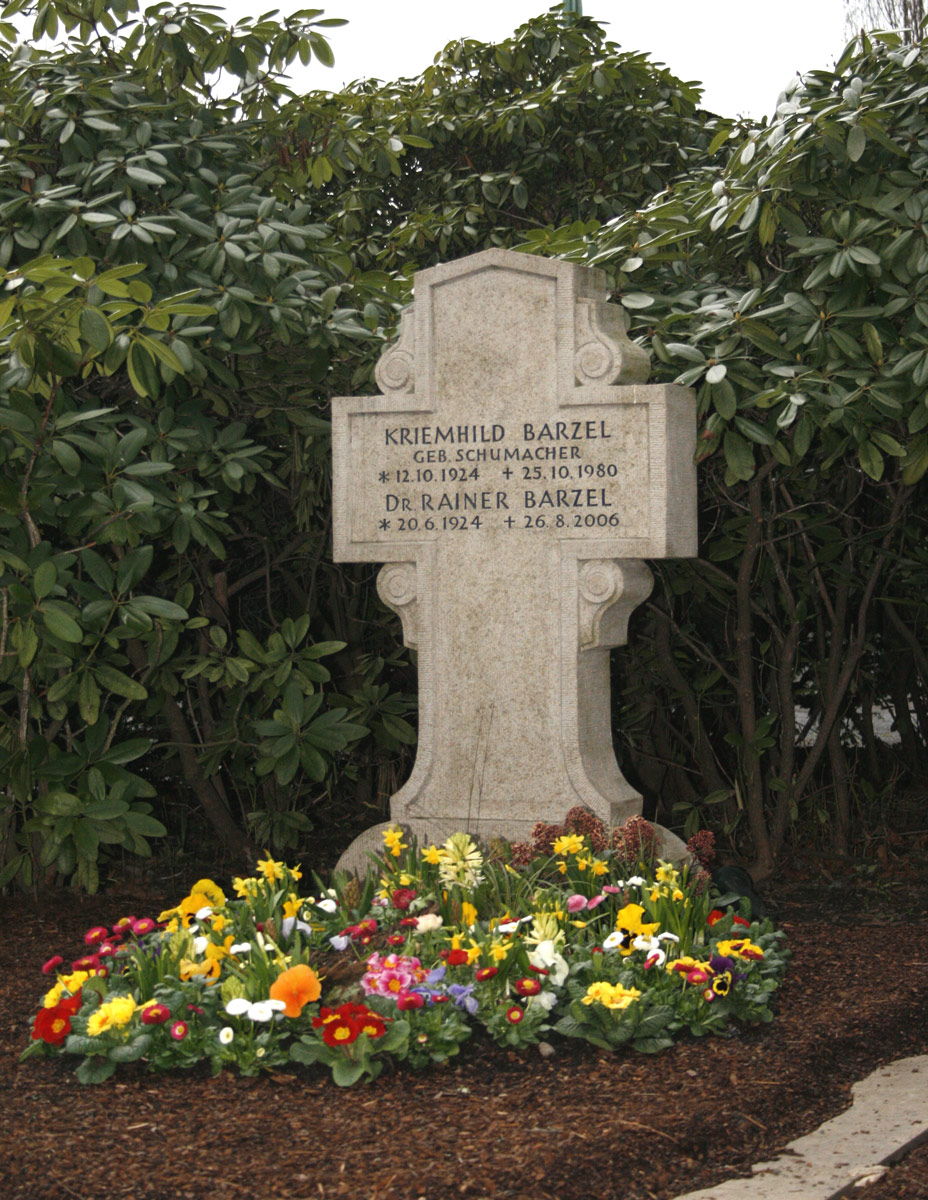
バート・ゴーデスベルクにある、バルツェルと最初の妻の墓

1948年に結婚した妻との間に一女をもうけたが、娘は1977年に自殺した。その妻も1980年に白血病で死去。1983年に再婚したが、この妻は1995年に交通事故で死亡した。1997年に女優と三度目の結婚をし、晩年はミュンヘンに住んだ。映画が好きで、自ら監督して故郷東プロイセンやエルサレムをテーマとした記録映画を撮っている。2006年に長い闘病生活の末ミュンヘンで死去し、ボン大聖堂および連邦議会で追悼が行われた。